# Lars Bock
Lars Bock (født 2. januar 1955 på Frederiksberg) er en tidligere dansk håndboldspiller som deltog i Sommer-OL 1976.
Han spillede håndbold for klubben FIF, THW Kiel og Olympia Helsingborg. I 1976 var han med på Danmarks håndboldlandshold som endte på en ottendeplads i den Olympiske turnering. Han spillede i alle seks kampe og scorede otte mål.